# Ашилда
Ашилда (енгл. Ashildr), такође позната и као Ја (енгл. Me), измишљени је лик у британској научнофантастичној телевизијској серији Доктор Ху који је осмислио Стивен Мофат, а тумачила Мејси Вилијамс. Њен лик је уведен у епизоди деветог серијала „Девојка која је умрла”, након које се још неколико пута појавила током серијала.

## Појављивања
Ашилда, ћерка Јонхара (Ијан Конингем), први пут се појавила у епизоди „Девојка која је умрла” (2015), где је приказана као викиншка луткарка и приповедачица. Када милитаристичка ванземаљска раса, позната као Мире, нападне њено село, она објављује рат између села и десеторице Мире. Као део плана борбе који је осмислио ванземаљски путник кроз време Дванаести Доктор (Питер Капалди), Ашилда користи технологију унутар једног од шлемова Мира да створи илузију да уплаши Мире у повлачење. При томе, она умире од срчане инсуфицијенције будући да је „искоришћена... као батерија” тако што је била повезана на Миреову машину. Докторова сапутница Клара Освалд (Џена Колман), школска учитељица са којом путује кроз време из Енглеске 21. века, убеђује Доктора да је спасе. Он уграђује Ашилди комплет за поправку Мире, враћајући је у живот и чинећи је функционално бесмртном, али се брине да ће бити последица и да нема сапутника за бесмртника. Такође јој даје још један део исте технологије која ју је вратила у живот, пре него што оде.
У следећој епизоди „Жена која је живела”, Доктор среће Ашилду у Енглеској 1651. године, где је за њу прошло 800 година. Постала је разбојница и усвојила ново име „Ја”. Док је њено тело постало бесмртно, њен људски мозак је физички недовољан да садржи сећања вредна 800 година, што је развило њену личност: живела је много живота под различитим лицима, волела и изгубила многе људе, од којих се већине више не може ни сетити јасно. Једина константа која је остала била је она сама, што је довело до тога да је развила ново име „Ја” којим је ословљавала саму себе − она јадикује јер су сви остали с којима се сусреће пролазни.
Пошто је проживела многе ратове и претрпела многе губитке, она планира да путује галаксијом са ванземаљцем Леонианом по имену Леандро (Арион Бакаре), након што јој је Доктор помогао да пронађе амајлију познату као Очи Хада, не знајући да ће то створити портал користећи смрт ривалског разбојника Сема Свифта, званог „Брзи” (Руфус Хаунд). Међутим, Леандро издаје Ашилду и позива флоту бродова да нападну Земљу. Ашилда користи свој резервни део медицинске технологије Мире да обнови Семов живот и затвори портал за Леандров свет. Она обећава Доктору да ће пазити на његове сапутнике на Земљи, чувајући их након што престану да путују с њим. Убрзо након тога, он је уочава у позадини слике на Кларином мобилном телефону, снимљеној у 21. веку.
Када је Доктор следећи пут срео Ашилду у епизоди „Суочење са гавраном”, она води ванземаљски избеглички камп скривен у срцу Лондона 21. века, намамивши Доктора користећи Ригзија (Џојван Вејд), његовог старог познаника, као мамац. У безобзирном покушају да сруши Ашилдин план, Клара преузима смртну казну коју је добио Ригзи да би купила више времена, не схватајући да Ашилда не може више да је уклони када је пребачена на новог примаоца, што је довело до Кларине смрти. Сада покајана, Ашилда узима Докторов кључ ТАРДИС-а и телепортује га својим сарадницима, што је био план све време, за које је у епизоди „Ђаволски упоран” откривено да су Докторова сопствена врста: Господари времена.
Пре ових догађаја, у епизоди „Послато са небеса”, Доктор помиње да ће Ашилда/„Ја” уништити Галифреј јер је „хибрид”, понављајући пророчанство које је изнео Даврос у епизодама „Мађионичарев шегрт”/„Вештичин фамилијар”.
У завршници деветог серијала, епизоди „Ђаволски упоран”, Доктор покушава да помогне Клари да превари смрт и бежи са њом са планете Галифреј (што се дешава отприлике 14 милијарди година пошто је Ашилда постала бесмртна) до самог краја времена (преко 100 билиона година у будућности). Овде, Ашилда остаје последње биће које постоји, што указује на животни век много хиљада пута дужи од Лица Боа. Она саветује Доктора да прекине свој тренутни ток акције за добробит универзума и тако се Доктор и Клара подвргавају да једном од њих избришу своја сећања. Доктор губи сећања на Клару која га враћа на Земљу и поново га уједињује са његовим ТАРДИС-ом, али одлази са Ашилдом у сопствене пустоловине у новостеченом сопственом ТАРДИС-у – даље продужавајући Ашилдин животни век. Клара обећава Ашилди да ће се вратити на Галифреј како би се суочила са својом смрћу као што је предвиђено, али ће прво жели да истражи универзум дубље.

## Кастинг и развој лика
Стивен Мофат, главни сценариста и извршни продуцент Доктора Хуа, изјавио је о улози Вилијамсове у серији: „Одушевљени смо што нам се Мејси Вилијамс придружује у Доктору Хуу. Није могуће открити превише тога о томе кога или шта она игра, али ће изазвати Доктора на веома неочекиване начине. Овога пута он би могао бити ван својих могућности, а знамо да ће му Мејси приредити управо праву врсту пакла.”
Мејси Вилијамс је о својој улози у Доктору Хуу рекла: „Тако сам узбуђена што радим на Доктору Хуу јер је то тако велики и важан део британске културе. Једва чекам да упознам глумце и екипу и почнем да снимам, посебно пошто ћемо снимати недалеко од мог родног града.”
Говорећи о томе што је у Доктору Хуу, Вилијамсова је о Питеру Капалдију рекла: „Људи кажу 'немојте да упознате своје идоле јер они никада не испадну онакви какви желите да буду'. То у уопште није био случај са Питером и он је био диван и заиста од помоћи на снимању.”
Године 2016. Вилијамсова је потврдила да се неће вратити у Доктор Ху. Следеће године је појаснила да нема разлога да се враћа у будућности; тврдила је да једноставно није активно тражила да се врати за још једну епизоду, а ни продуценти серије од ње нису тражили да се врати.

## Пријем
У дискусији о епизоди „Девојка која је умрла”, Мајк Рејес из Cinema Blend-а је рекао о Ашилди: „Наравно, Ашилдина смрт и поновно рођење након борбе са Мирама су прешли од срећног краја до завршетка који ме је натерао да застанем. Доктор је сада је званично створио функционалног бесмртника од нормалне особе, а с обзиром на то како је издржао толики животни век, изгледа да ће ствари постати страшне”. Сем Ворнер из Digital Spy-а је известио, када је говорио о дебитантском појављивању Ашилде, да је: „Мишљење било углавном позитивно, иако Ашилда још није све убедила”.
Вилијамсова је своју улогу у Доктору Хуу описала као „сан сваког обожаваоца”. Лиз Рафтери из TV Guide-а је описала Вилијамсину улогу као „са нестрпљењем ишчекивану”, а Вилијамсова је затим објаснила: „Када пређете у другачији свет штреберских клубова обожавалаца, сви кажу: 'Ово је лудо!'”
У рецензији за епизоду „Девојка која је умрла”, Роб Смедли са веб-сајта CultBox поменуо је Вилијамсину улогу Ашилде као „завидан природни дар који... подиже Ашилду изнад тога да буде само погодност или новина”. У рецензији епизоде „Жена која је живела”, Смедли је изјавио да је Вилијамсова, у свом тумачењу Ашилде, урадила „сјајан посао да учини да се лик осећа као да је проживео читав живот од када смо је последњи пут видели. Неколико стотина година губитака за само недељу дана. То је још бољи и неизбежно зрелији учинак него прошле суботе.”